# Ctenomys tuconax
El tuco-tuco robusto (Ctenomys tuconax) es una especie de roedor histricomorfo de la familia Ctenomyidae endémica de Argentina.

## Fuente
- Contreras, L. 1996. Ctenomys tuconax. 2006 IUCN Lista Roja de Especies Amenazadas; consultado el 29 de julio de 2007.